# Corruzione (film)
Corruzione (The Bribe) è un film del 1949 diretto da Robert Z. Leonard.
È un thriller noir statunitense con Robert Taylor, Ava Gardner e Charles Laughton.

## Trama
Un agente del governo di Washington viene incaricato di dare la caccia a una organizzazione, che agisce nei bar dei Caraibi, dedita al contrabbando e che ha a capo un avido affarista e un vecchio aviatore americano dedito all'alcol. L'agente si innamora della moglie di quest'ultimo, diventando il bersaglio e l'oggetto di tentativi di corruzione da parte dei criminali. Riesce a resistere e a portare vittoriosamente a termine l'incarico. Nel frattempo il vecchio aviatore è rimasto ucciso e così l'agente e la vedova possono mettersi insieme.

## Produzione
Il film, diretto da Robert Z. Leonard su una sceneggiatura di Marguerite Roberts con il soggetto di Frederick Nebel, fu prodotto da Pandro S. Berman per la Metro-Goldwyn-Mayer e girato nei Metro-Goldwyn-Mayer Studios a Culver City in California dal giugno al luglio 1948.

## Distribuzione
Il film fu distribuito negli Stati Uniti dal 3 febbraio 1949 al cinema dalla Metro-Goldwyn-Mayer.
Alcune delle uscite internazionali sono state:
- in Australia il 25 agosto 1949
- in Svezia il 12 dicembre 1949 (Stormen kommer)
- in Finlandia il 24 febbraio 1950 (Houkutus)
- in Norvegia il 12 giugno 1950
- in Portogallo il 23 gennaio 1951 (Veneno dos Trópicos)
- in Francia il 20 giugno 1951 (L'île au complot)
- in Argentina il 30 agosto 1951 (Soborno)
- in Austria nel 1952 (Geheimaktion Carlotta)
- in Danimarca il 25 febbraio 1952 (Bestikkelse)
- in Germania Ovest il 28 marzo 1952 (Geheimaktion Carlotta)
- in Finlandia il 18 giugno 1965 (riedizione)
- in Spagna (Soborno)
- in Belgio (Het eiland der samenzwering)
- in Brasile (Lábios que Escravizam)
- in Polonia (Lapówka)
- in Grecia (Sto nisi ton paranomon)
- in Italia (Corruzione)

## Promozione
La tagline è: "5 Great Stars in a Daring Drama of Love and Adventure !".

## Critica
Secondo il Morandini il film è "senza interesse con una interessante galleria di "cattivi" (V. Price, J. Hodiak, ecc.), saccheggiato da Il mistero del cadavere scomparso".
Secondo Leonard Maltin "Taylor non sembra a suo agio nel ruolo dell'agente federale".

## Remake
Corruzione ha avuto un remake radiofonico come episodio della serie antologica The Screen Guild Theater trasmesso il 10 novembre 1949 con Ava Gardner che riprese il ruolo.